# 大蔵谷インターチェンジ
大蔵谷インターチェンジ （おおくらだにインターチェンジ）は、兵庫県神戸市西区伊川谷町有瀬にある第二神明道路（以下、第二神明）のインターチェンジである。
明舞団地に近く、この付近は第二神明開通当初から騒音問題があったが、このインターの東500m付近で道路に蓋をして防音している。
1970年の供用開始当時、第二神明は対距離料金制であり、当ICには料金所が存在した。しかし、上記の明舞団地の環境対策工事や明石PAの設置などにより事業費が増大したため、第二神明は料金体系の簡素化のために、1977年4月1日をもって東西2区間別の均一料金制に変更され、当ICの料金所は一旦廃止された。均一料金制時代は伊川谷ICを挟み当IC - 玉津IC間は無料通行が可能だったが、2019年4月1日より再び対距離料金制に変更されることとなり、2022年（令和4年）2月14日、当ICの入口・出口ともに料金所が再度設置され、玉津IC方面は通行料金の支払いが必要となった。

## 道路
- E93 第二神明道路（4番）

## 接続する道路
- 兵庫県道21号神戸明石線

## 周辺
- 明石市役所
- 明石港
- 兵庫県立明石高等学校
- 明石市立天文科学館
- 兵庫県立明石公園
- 神戸学院大学
- 大蔵海岸

※山陽電鉄本線の大蔵谷駅へは、当インターから南に3km弱、所在地も明石市となっている。

## 隣
E93 第二神明道路
(3) 高丸IC - (4) 大蔵谷IC - (5) 伊川谷JCT/IC